# Office de secours et de travaux des Nations unies pour les réfugiés de Palestine dans le Proche-Orient
L'Office de secours et de travaux des Nations unies pour les réfugiés de Palestine dans le Proche-Orient, en anglais : United Nations Relief and Works Agency for Palestine Refugees in the Near East (UNRWA), est un programme de l'Organisation des Nations unies pour l'aide aux réfugiés palestiniens dans la bande de Gaza, en Cisjordanie, en Jordanie, au Liban et en Syrie, qui a débuté en décembre 1949.
Près de six millions de réfugiés palestiniens sont sous mandat de l'UNRWA. Elle fait fonctionner plus de 700 écoles qui scolarisent plus de 500 000 enfants palestiniens. Elle emploie aussi des médecins, des infirmières et du personnel administratif.
Son mandat est temporaire et nécessite d’être renouvelé tous les trois ans par l’Assemblée générale de l’ONU,. Son fonctionnement est conditionné par les financements accordés par les pays donateurs.

## Histoire

École primaire gérée par l'UNRWA dans un camp de réfugiés palestiniens de la bande de Gaza, en 1965.

L'organisme - succédant à l’Agence des Nations unies chargée des réfugiés de Palestine (CCNUP), réclamant par la résolution 194 de 1948 le droit au retour des réfugiés palestiniens, - fut créé officiellement le 27 décembre 1949 à la suite de la première guerre israélo-arabe de 1948/1949 par la résolution 302 (IV) de l'Assemblée générale des Nations unies prise le 8 décembre 1949. Les pays communistes d'alors considéraient cette agence comme « un instrument de l’impérialisme américain », et ont été les seuls à ne pas voter en faveur de cette résolution de l'ONU.
À l’origine, l’UNRWA ne doit être opérationnelle que pendant un an mais les États arabes réclament un amendement à la Résolution 302 afin que le mandat de l’UNRWA soit renouvelable mais également un autre amendement pour la mise en œuvre de la résolution 194 de 1948 sur le retour des réfugiés palestiniens,,. L'organisme éphémère pour les Palestiniens connaît alors une « longévité inattendue » après plus de 70 ans d'existence.
« La portée des services de l’UNRWA a progressivement diminué depuis les années 1970, même si l’organisation continue de prodiguer une éducation à un demi-million d’enfants palestiniens ainsi que des services de santé à 3,1 millions de réfugiés ».

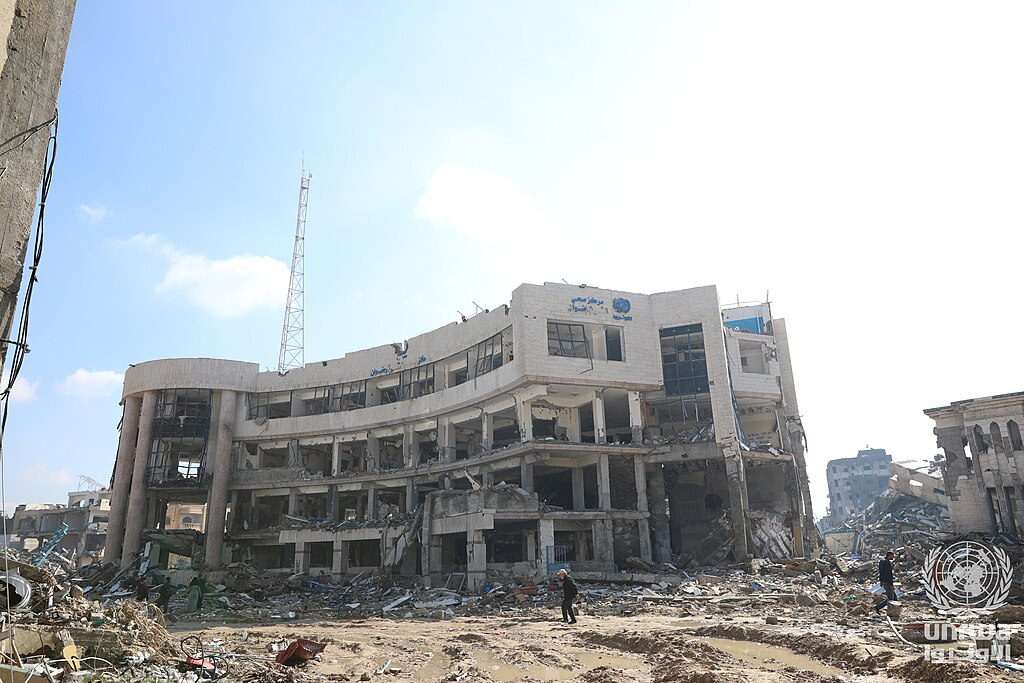
Destruction par l'armée israélienne du centre de santé de l'UNRWA dans le quartier de Sheikh Radwan, à Gaza ville, février 2024.

L’UNRWA est régulièrement critiquée par Israël ainsi que d'autres pays, en particulier depuis l'attaque perpétrée par le Hamas le 7 octobre 2023. Israël voit l'UNRWA comme une organisation perpétuant ad vitam æternam le statut des réfugiés. Depuis le début de la guerre de 2023-2024, l'armée israélienne a mené des attaques meurtrières contre les installations de l'UNRWA à Gaza. Plus de membres de l’agence onusienne ont été tués (à la date du 18 mai 2025). Il s'agit du plus grand nombre de morts jamais subi par le personnel de l'ONU au cours d'une guerre. Plus de 140 de ses centres, dont de nombreuses écoles, ont été bombardés en cinq mois. En juillet 2024, la moitié des bâtiments de l'organisme ont été détruits par les bombardements. Le 24 mars 2024, les autorités israéliennes indiquent qu'elles n'autorisent plus le passage des convois humanitaires de l'UNRWA vers le nord de Gaza qui abrite encore environ 300 000 personnes,, livrant la quasi-totalité des 2,4 millions d'habitants de la bande de Gaza à une possible famine selon l'ONU. Philippe Lazzarini indique en avril 2025 que depuis le début de la guerre plus de 50 employés de l'agence ont été détenus par les autorités israéliennes et traités « de manière inhumaine », dénonçant « des privations de sommeil, des humiliations, des menaces de violence contre eux et leurs familles, ainsi que des attaques de la part de chiens. »
Le 22 juillet 2024, le parlement israélien adopte en première lecture de 3 projets de loi visant : à interdire la présence de l'UNRWA sur le territoire israélien, à enlever le statut particulier l'UNRWA en Israël en tant qu'organisation onusienne et à la catégoriser en tant qu'« organisation terroriste ». Cette dernière décision est vivement critiquée, y compris par des États alliés à Israël. Le 28 octobre 2024, le parlement israélien adopte deux lois, qui sont prévus pour prendre pleinement effet après un délai de 90 jours. La première loi interdit l'activité de l'UNRWA sur le territoire israélien, interdiction incluant Jérusalem-Est. La deuxième loi empêche de délivrer des visas pour le personnel de l'UNRWA et interdit le passage de marchandises par l'UNRWA en Israël, en Cisjordanie et à Gaza,.

## Activité

### But

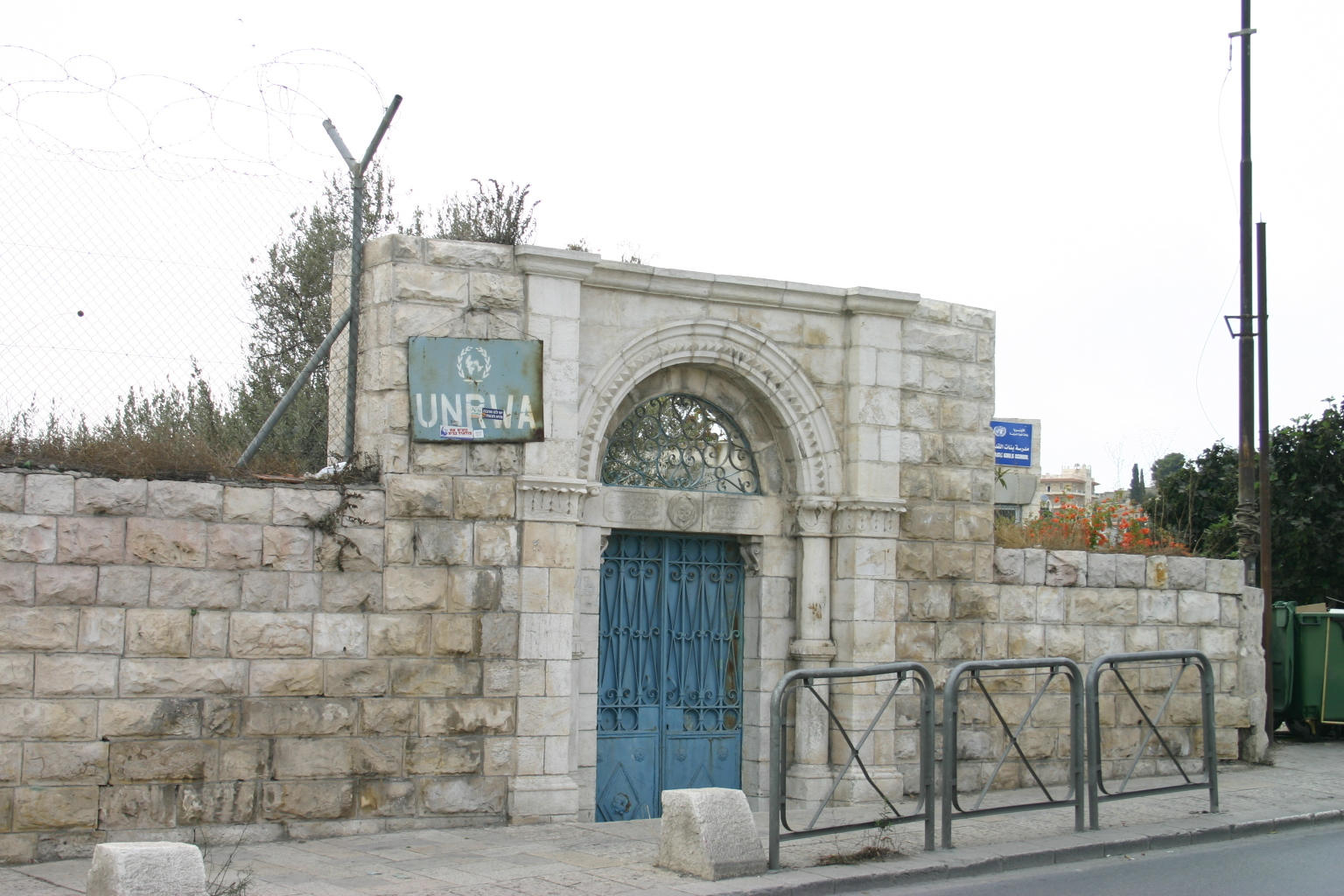
Un des accès de l'UNRWA à Jérusalem en 2007.

À l'origine, le but de l'UNRWA était principalement d'« assimiler les réfugiés dans leur pays d’accueil ». Actuellement, il est de répondre aux besoins essentiels de ces réfugiés palestiniens en matière de santé, d'éducation, d'aide humanitaire et de services sociaux.

### Opérations et programmes

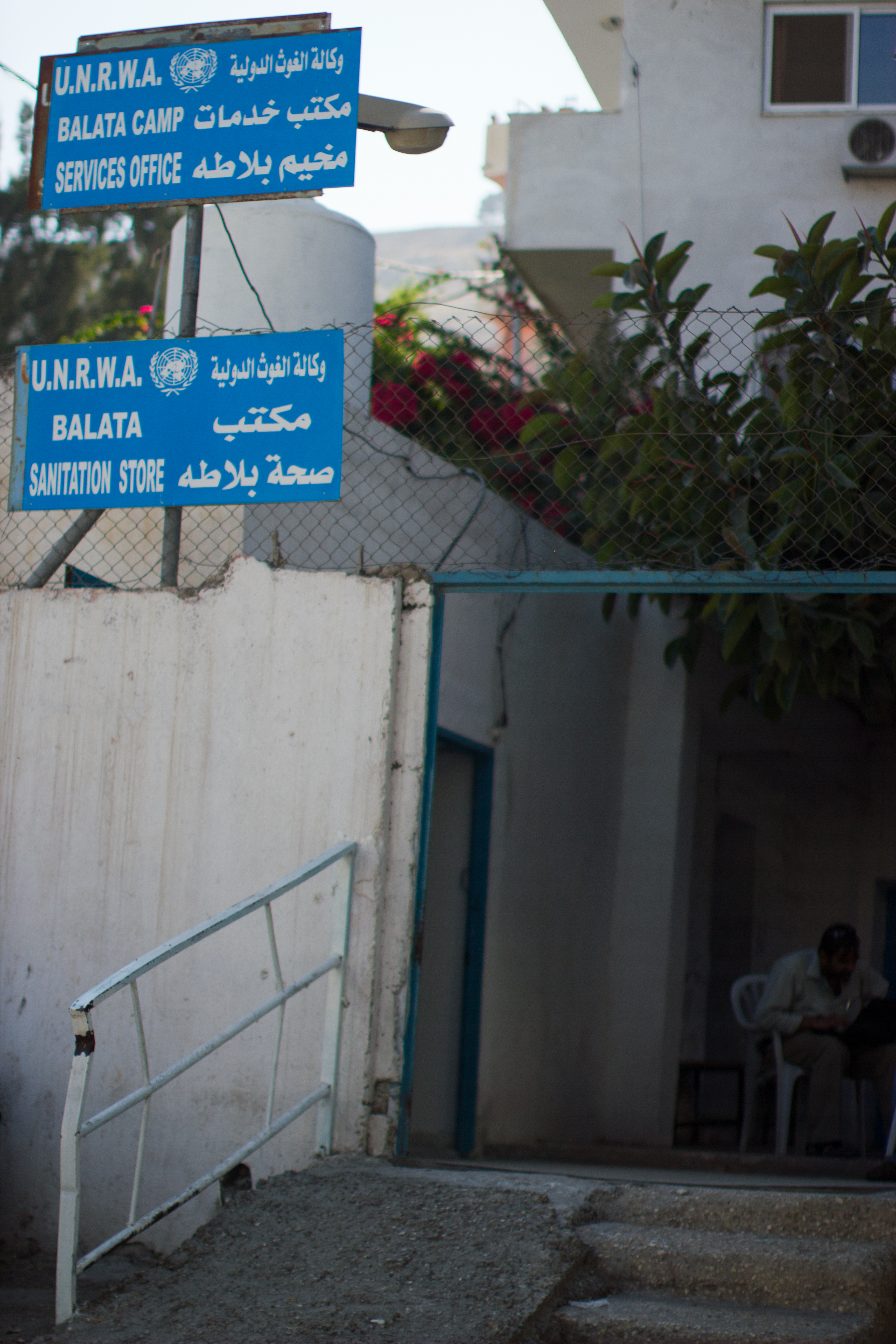
Dispensaire UNRWA à Naplouse.

#### Éducation
Plus de 70 % du personnel travaille dans le domaine éducatif. L'UNRWA gère 706 écoles dans ses cinq zones d'opération, offrant une éducation de base gratuite à quelque 543 075 enfants réfugiés palestiniens.
Les élèves des écoles de l’UNRWA suivent les programmes et les manuels scolaires des autorités hôtes. L'UNRWA les complète avec ses propres documents sur les droits de l'homme. Les programmes éducatifs de l'organisme se donnent pour objectif d'enseigner des valeurs de paix et de tolérance.

#### Programme sociaux
En s'appuyant sur une base de données mise à jour régulièrement, l'UNRWA fournit un filet de sécurité sociale aux réfugiés palestiniens les plus pauvres. Sur les quelque 5,9 millions de réfugiés palestiniens enregistrés, l'UNRWA estime que 1,2 million vivent dans une pauvreté absolue et 700 000 dans une pauvreté abjecte, incapables de satisfaire leurs besoins alimentaires les plus élémentaires,.

#### Santé
Le programme Santé de l'UNRWA fournit des services complets de soins de santé primaires à la fois préventifs et curatifs. Face à l'évolution des besoins de la population palestinienne qui vit désormais plus longtemps et voit l'émergence des maladies non transmissibles tels que le diabète et le cancer, l'UNRWA introduit dès 2011 une approche centrée sur la santé de la famille. La structure offre des services des soins holistiques à toute la famille, favorisant une relation soignants-patient long terme et garantissant une continuité de soins.

#### Microentreprise et micro-crédit
Le Département de microfinance de l'UNRWA offre des opportunités de génération de revenus durables aux réfugiés palestiniens, ainsi qu'à d'autres groupes pauvres ou marginalisés qui vivent et travaillent à proximité d'eux. Il étend le crédit et les services financiers complémentaires aux familles, aux entrepreneurs et aux propriétaires de petites entreprises. Ces investissements créent et maintiennent des emplois, réduisent la pauvreté et autonomisent ses clients, en particulier les femmes. De nombreux clients du programme de microfinance exploitent de petites entreprises, souvent informelles, en marge de l’économie. Parmi eux, des pêcheurs, des garagistes, des couturières à domicile et des maraîchers.

#### Documentation de la Nakba
Depuis les années 1970, la portée de la panoplie des services sociaux de l’UNRWA diminue progressivement auprès de la population. Depuis, l'UNRWA procède de surcroît à la documentation sur les exilés de la Nakba de 1948 et à leurs descendants.

### Rayon d'action

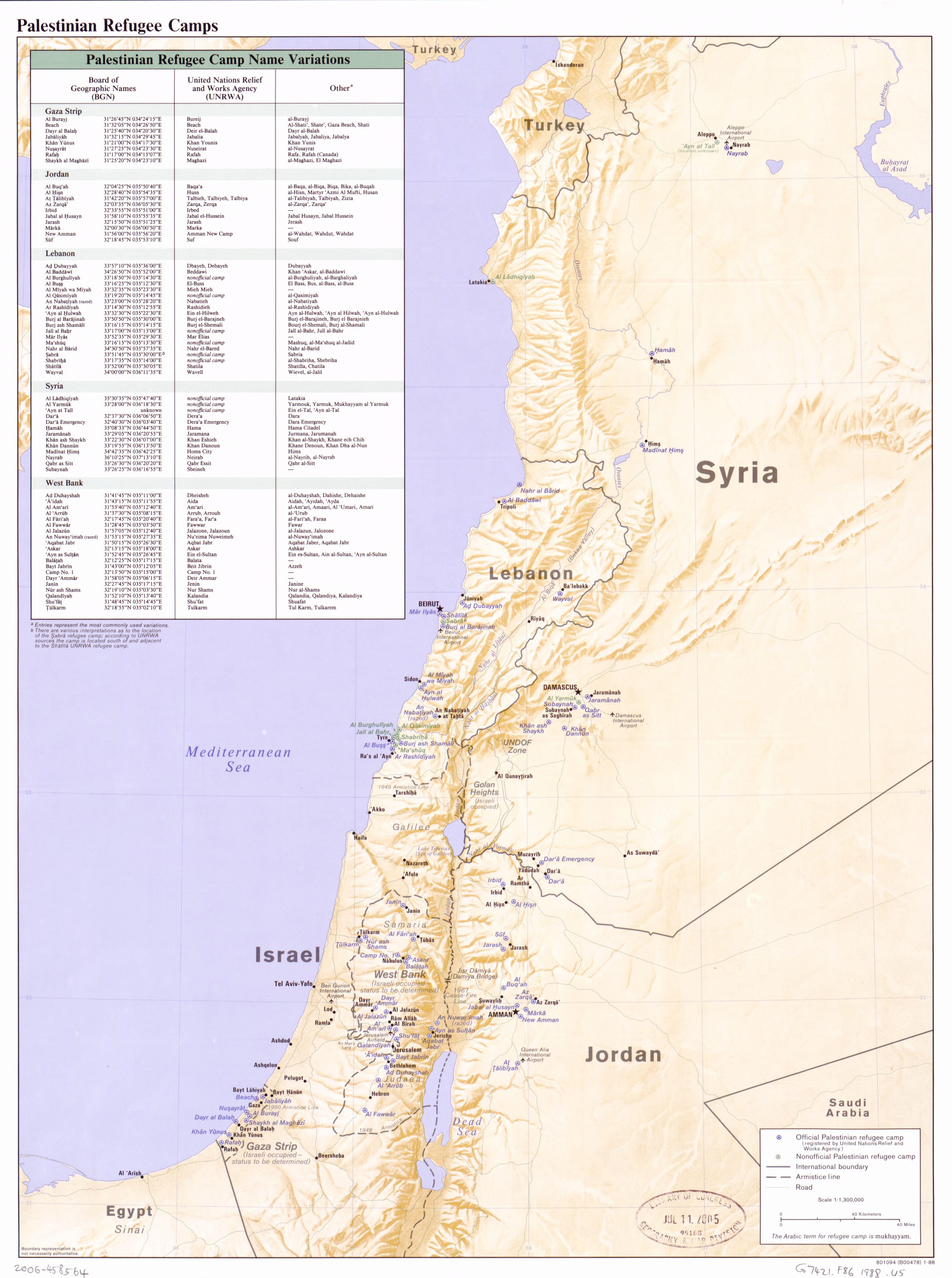
Carte et noms des différents camps de réfugiés palestiniens en 1988.

Cette agence de l'O.N.U. dispense ses services dans 59 camps situés dans les zones de Cisjordanie et de Jérusalem-Est, de la bande de Gaza, en Jordanie, au Liban et en Syrie, se répartissant ainsi en 2017 :
| Pays          | Camps officiels | Réfugiés enregistrés |
| ------------- | --------------- | -------------------- |
| Jordanie      | 10              | 2 286 643            |
| Bande de Gaza | 8               | 1 435 616            |
| Cisjordanie   | 19              | 997 173              |
| Syrie         | 9               | 618 128              |
| Liban         | 12              | 532 173              |
| Total         | 58              | 5 869 733            |

### Bénéficiaires
Selon la définition de cette agence, un « réfugié de Palestine » est une personne dont le lieu de résidence habituelle était la Palestine entre juin 1946 et mai 1948 et qui a perdu à la fois son domicile et ses moyens de subsistance en raison de la guerre israélo-arabe de 1948/1949. S'y ajoutent dans une moindre proportion, ceux qui ont fui ou ont été expulsés en juin 1967, pendant et après la guerre des Six jours.
Cette définition de réfugié couvre également les descendants des Palestiniens qui sont devenus des réfugiés en 1948 et en 1967, contrairement à la notion de réfugié adoptée par le Haut Commissariat des Nations unies pour les réfugiés qui considère que le statut de réfugié ne peut s'appliquer aux descendants.
En conséquence, le nombre de réfugiés palestiniens enregistrés est passé de plus de 700 000 environ en 1950 à plus de 4,8 millions en 2005 ; en 2017, il s'élevait à 5 869 733 d'individus.
En 2014, 75 % des habitants de Gaza, soit 1,2 million d’individus, ont le statut de réfugiés.
L'organisme est de loin la plus grande agence des Nations Unies, avec un personnel de près de 27 000 personnes, dont 99 % sont des descendants des réfugiés palestiniens de la guerre de 1948 ou de celle de 1967, recrutés localement et œuvrant comme enseignants, médecins, pharmaciens, infirmiers, aides-soignants, travailleurs sociaux et personnels administratifs et techniques de soutien.
Du fait de l'existence de cet organisme, les réfugiés palestiniens sont les seuls réfugiés au monde[réf. nécessaire] à ne pas dépendre du Haut Commissariat des Nations unies pour les réfugiés (UNHCR), créé en décembre 1950, soit un an après l'UNRWA.

## Organisation
Cette agence est un organe subsidiaire de l’Assemblée générale des Nations unies. Le mandat de cet organisme, qui devait être d'une année, a été constamment renouvelé par l'Assemblée générale des Nations unies et prolongé en 2023 jusqu'à 2026,,. Cette agence est aussi la seule de l'ONU qui soit consacrée à un groupe spécifique de réfugiés.
Son siège est divisé entre la bande de Gaza et Amman (Jordanie). L'organisme possède des quartiers généraux internationaux à Tel-Aviv et en Europe.
Elle emploie, en 2007, 113 personnels internationaux et 27 500 personnels locaux dont 10 000 à Gaza.
En 2018, l'UNRWA consacre 70 % de son budget aux salaires des enseignants, des médecins, etc. locaux et à ceux qualifiés d'« élevés » de ses fonctionnaires internationaux, pour Jalal al-Husseini, chercheur de l’Institut français du Proche-Orient (IFPO) en Jordanie.

## Financement et soutien
Les fonds annuels de cet organisme sont de l’ordre de plusieurs centaines de millions de dollars (USD), dont la majorité provient de pays donateurs avec les États-Unis en tête jusqu'en 2018. Une petite partie des fonds vient directement des Nations unies.
Cependant, l’Unrwa est confrontée à un sous-financement chronique.
Certains réfugiés — notamment le Mouvement des jeunes réfugiés — se manifestent pour appeler les États membres de la Ligue arabe à soumettre une demande à l’Assemblée générale des Nations unies afin que l’UNRWA soit financée par des contributions obligatoires.

### Pays donateurs

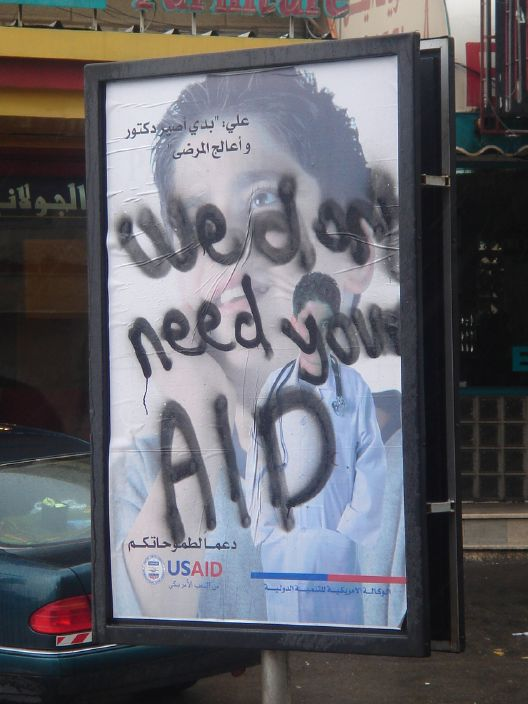
Graffiti ("Nous n'avons pas besoin de votre aide") sur une affiche de l'USAid, l'aide américaine internationale, Ramallah Al-Bireh en 2007.

En 2003, les contributions et les promesses de dons atteignent presque 440 millions de dollars. Les principaux contributeurs sont les Occidentaux avec les États-Unis (134 millions de USD), l’Union européenne (94 millions de USD), le Royaume-Uni et la Suède.

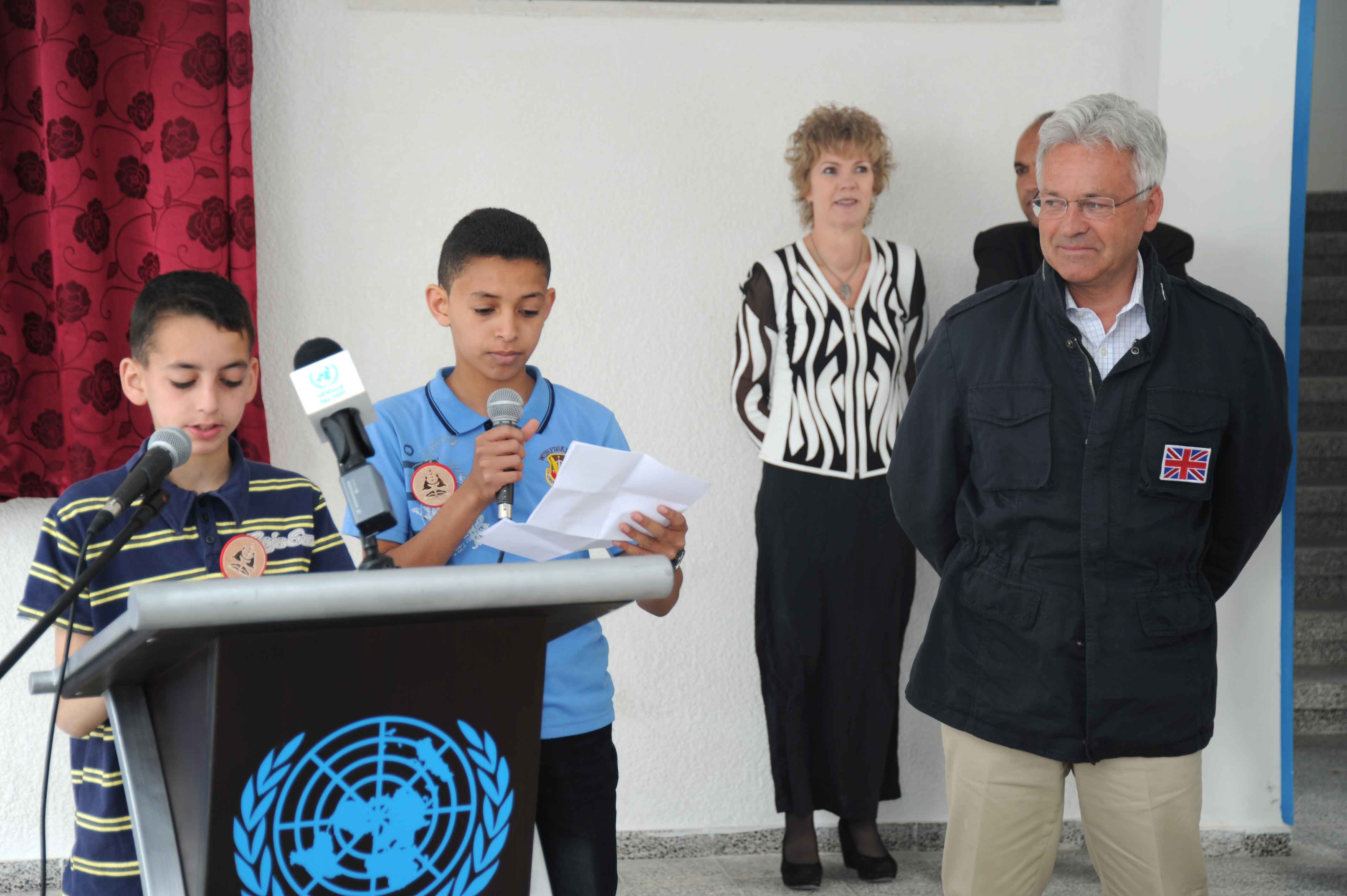
Inauguration d'une école primaire financée par le Royaume-Uni (UK-fund), en présence d'Alan Duncan (ministre d'État pour le développement international) à Gaza en 2013.

En 2008, le budget est de 545 millions de dollars. Les États membres de l'Union européenne versent collectivement 59 % du montant total du budget régulier de cette agence , les États-Unis 185 millions de dollars et les États de la Ligue arabe 4 % du budget (dont les Émirats arabes unis 27 millions de dollars et l'Arabie saoudite 20 millions).
Pour le budget 2013 et les prévisions 2014 et 2015, les sources de financements procèdent comme suit (en million de dollars) :
| Pays donateurs          | Contribution au budget permanent 2013 | Contribution aux projets non-récurrents 2013 | Total en millions de dollars 2013 |      | Prévisions au budget permanent 2014 | Prévisions au budget permanent 2015 |
| ----------------------- | ------------------------------------- | -------------------------------------------- | --------------------------------- | ---- | ----------------------------------- | ----------------------------------- |
| États-Unis              | 130                                   | 164                                          | 294                               | 130  | 130                                 |                                     |
| Union européenne        | 120                                   | 96                                           | 216                               | 120  | 120                                 |                                     |
| Arabie saoudite         | 2                                     | 149                                          | 151                               | 2    | 2                                   |                                     |
| Royaume-Uni             | 53                                    | 40                                           | 93                                | 52   | 57                                  |                                     |
| Suède                   | 43                                    | 11                                           | 54                                | 44   | 44                                  |                                     |
| Allemagne               | 10                                    | 43                                           | 53                                | 10,3 | 10,3                                |                                     |
| Norvège                 | 27                                    | 8                                            | 35                                | 28   | 28                                  |                                     |
| Japon                   | 19                                    | 10                                           | 29                                | 12,2 | 12,2                                |                                     |
| Suisse                  | 19                                    | 10                                           | 29                                | 16   | 16                                  |                                     |
| Australie               | 20                                    | 2                                            | 22                                | 22   | 22                                  |                                     |
| Pays-Bas                | 17                                    | 3                                            | 20                                | 16,6 | 16,6                                |                                     |
| Danemark                | 18                                    | 1                                            | 19                                | 15,7 | 15,7                                |                                     |
| Koweït                  | 2                                     | 15                                           | 17                                | 2    | 2                                   |                                     |
| France                  | 9,7                                   | 2,6                                          | 12,8                              | 10,4 | 10,4                                |                                     |
| Belgique (dont Flandre) | 8                                     | nc                                           | 10,2                              | 8    | 8                                   |                                     |
| Env 50 Autres pays      | 70                                    | 20                                           | 90                                | ...  | ...                                 |                                     |
| Totaux                  | 550                                   | 572                                          | 1 122                             | 579  | 589                                 |                                     |

#### Réserves
S'appuyant sur les chiffres des dossiers budgétaires de cette agence onusienne,, l’ex-députée israélienne, Einat Wilf, constate en 2014 que « l’Agence reçoit plus d’un milliard de dollars de dons par an des États-Unis et d’Europe. À eux seuls, les États-Unis ont versé l’an dernier 250 millions de dollars et un total de 5 milliards de dollars au cours des cinq dernières années ».

### Suspension du financement
Le 31 août 2018, les États-Unis qui avaient précédemment réduit leur aide de 360 à 60 millions de dollars en début d'année et dénoncé « les coûts disproportionnés » de cette agence, en demandant « que d'autres pays, dont certains qui sont très riches, donnent leur part », et considérant que ses fonds devraient être utilisés pour « prendre des mesures essentielles dans l'éducation et la santé »,, annoncent qu'ils suspendent leur financement, jusqu'à ce que soient examinés le comportement et le fonctionnement de cette agence onusienne qui doit se réformer, et que les Palestiniens reviennent à la table des négociations de paix,. Dès cette annonce, l'ONU demande la participation d'autres pays pour aider son agence en faveur des Palestiniens.
En avril 2021, sous la présidence de Joe Biden, les États-Unis reprennent leur financement de l'agence, mais à hauteur de seulement 150 millions de dollars, soit moins de la moitié de la somme qu'ils allouaient précédemment. Selon l'Agence télégraphique juive, cette agence s’est engagée en faveur d’une « tolérance zéro » face à l’antisémitisme.

### Risque de démantèlement de l'UNRWA lors de la guerre de 2023-2024

#### Suspension financière à la suite des allégations israéliennes
Le 26 janvier 2024, les États-Unis annoncent qu'ils vont « suspendre temporairement » tout futur financement à l'UNRWA après des allégations du gouvernement israélien selon lesquelles une douzaine d'employés de l'agence, sur les 13 000 actifs dans la bande de Gaza, ont été impliqués dans l'attaque du Hamas contre Israël le 7 octobre. Dès le lendemain, il est annoncé que le Canada, l'Australie, l'Italie, le Royaume-Uni, l'Allemagne, la Finlande et le Japon suspendent aussi leur financement de l'UNRWA,. Le 28, la France annonce n’avoir pas prévu de nouveau versement au premier semestre 2024.
Peu auparavant, l'agence avait annoncé s'être séparée de « plusieurs » de ses employés, accusés par les autorités israéliennes d'être impliqués dans l'attaque meurtrière du mouvement islamiste palestinien Hamas le 7 octobre contre Israël. Le chef de l'agence, Philippe Lazzarini, a précisé qu'après avoir reçu des autorités israéliennes des informations sur l'implication supposée de plusieurs des employés de l'agence dans les attaques, il avait « décidé de résilier immédiatement les contrats de ces membres du personnel et d'ouvrir une enquête afin que la vérité soit établie sans délai ». L'UNRWA a cependant déclaré que certains de ses employés, avaient été contraints lors de leur détention en Israël de faire des déclarations accusant l'agence de liens avec le Hamas ou de participation à l'attaque du 7 octobre.
La dirigeante d’un lobby parlementaire israélien pour une réforme de l’UNRWA, Sharren Haskel, a voyagé à Bruxelles et dans des capitales européennes pour convaincre les donateurs de cesser de financer l’agence. Le ministre israélien des Affaires étrangères, Israël Katz, a affirmé que « l’UNRWA ne fera pas partie » de l’après-guerre à Gaza. Plusieurs sources contactées par Le Monde en Europe et au Proche-Orient considèrent que ces révélations visent à faire taire non seulement les responsables de l’UNRWA, mais aussi ceux d’autres agences de l’ONU, qui dénoncent une catastrophe humanitaire à Gaza.

#### Enquêtes menant au relancement du financement de l'organisation
L'agence a également annoncé son intention de lancer une enquête indépendante sur son fonctionnement afin de démontrer que ses pare-feu – elle est régulièrement auditée – sont solides. Antonio Guterres, le secrétaire général de l’ONU, a déclaré que « les présumés actes abjects » des employés incriminés « doivent avoir des conséquences » mais a plaidé pour que l’agence, tout comme les civils de Gaza, ne fasse pas l’objet d’une punition collective.
Janez Lenarčič, responsable de l'aide humanitaire et de la gestion des crises à la Commission européenne, a indiqué en mars 2024 qu’Israël n'avait communiqué aucune preuve à l'appui de ses allégations concernant l’implication d'employés de l'agence dans les attaques du 7 octobre.

#### Soutien et reprise progressive de financement
En février 2024, l'Union Européenne et plusieurs pays européens tels que l'Irlande, la Norvège, l'Ecosse et le Luxembourg décident de maintenir leur participation financière à l'agence de l'ONU. D'autres pays tels que l'Espagne, la Slovénie et le Portugal augmentent même leur contribution. En mars 2024, dans la continuité de la crise humanitaire à Gaza en 2023-2024, le Canada annonce la reprise de son financement à l'UNRWA, suivi le même jour par la Suède, puis le 15 mars 2024 par l'Australie, et enfin le 03 avril 2024 par le Japon. L'Allemagne fait de même le 26 avril , après la publication d'un rapport de Catherine Colonna, qui blanchi l'UNRWA de la quasi-totalité des accusations contre elle.

### Donateurs non gouvernementaux

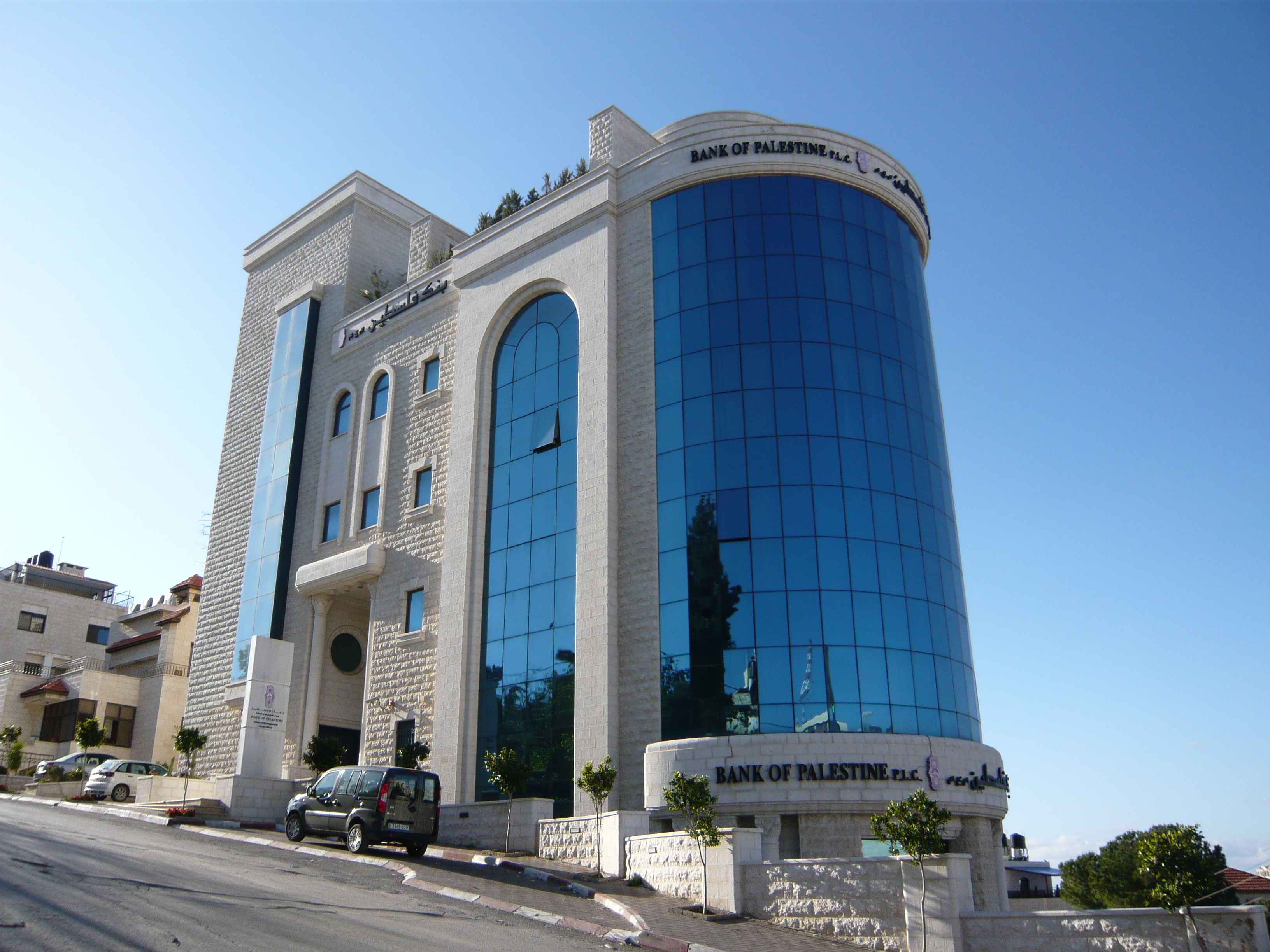
Bank of Palestine à Ramallah.

Selon l'agence, ses principaux donateurs non gouvernementaux sont : la fondation Real Madrid, Bank of Palestine, Islamic Relief Canada, Islamic Relief États-Unis, World Diabetes Foundation, Mercy-USA, la fondation Al-Khair, TOMS, Muslim Aid (en), VisitPalestin.ps et Uniqlo.

L'Agence bénéficie également du soutien apporté par : 

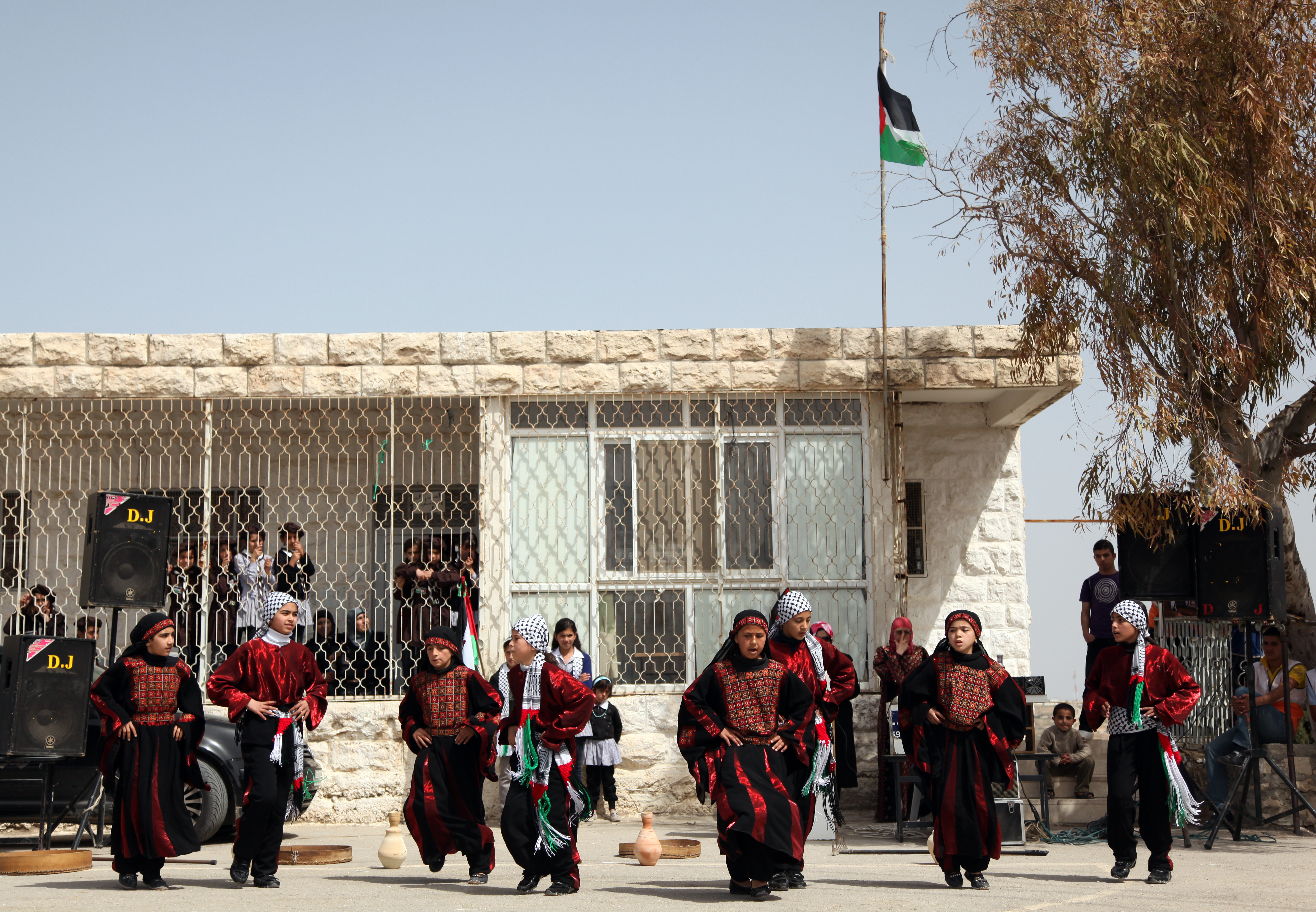
Jeunes palestiniens de l'école Al Shioukh, lors des célébrations (danses dabkeh) pour les installations WASH de l'UNICEF, financées par AusAid (Australie) à Hébron en 2011.

- le Fonds d'affectation spéciale des Nations unies ;
- le Fonds des Nations unies pour la population (FNUAP) ;
- le Fonds des Nations unies d'aide au développement (UNDAF) ;
- le Fonds des Nations unies pour l'enfance (UNICEF) ;
- le Fonds des Nations unies pour la sécurité humaine (UNHSTF) ;
- le Fonds fiduciaire multi-partenaire (MPTF),
- le Programme alimentaire mondial (PAM) ;
- l'Agence australienne pour le développement international (AusAid) ;
- le Fonds central d'intervention d'urgence (CERF).

Cette agence travaille aussi en partenariat et/ou est soutenue également par le Bureau de la coordination des affaires humanitaires (OCHA), le Coordonnateur spécial de l'ONU pour la Palestine et le processus de paix au Moyen-Orient (UNSCO), le Programme de développement des Nations unies (PNUD), le haut Commissariat pour les réfugiés (HCR), le service de l'action antimines des Nations unies (UNMAS), l'Organisation internationale du Travail (OIT), l'Organisation mondiale de la santé (OMS), le Département des Nations unies de la sûreté et de la sécurité (UNDSS), les Volontaires des Nations unies (VNU), la Commission économique et sociale des Nations unies pour l'Asie occidentale (CESAO), le Groupe d'évaluation des Nations unies (UNEG) et la Banque mondiale.

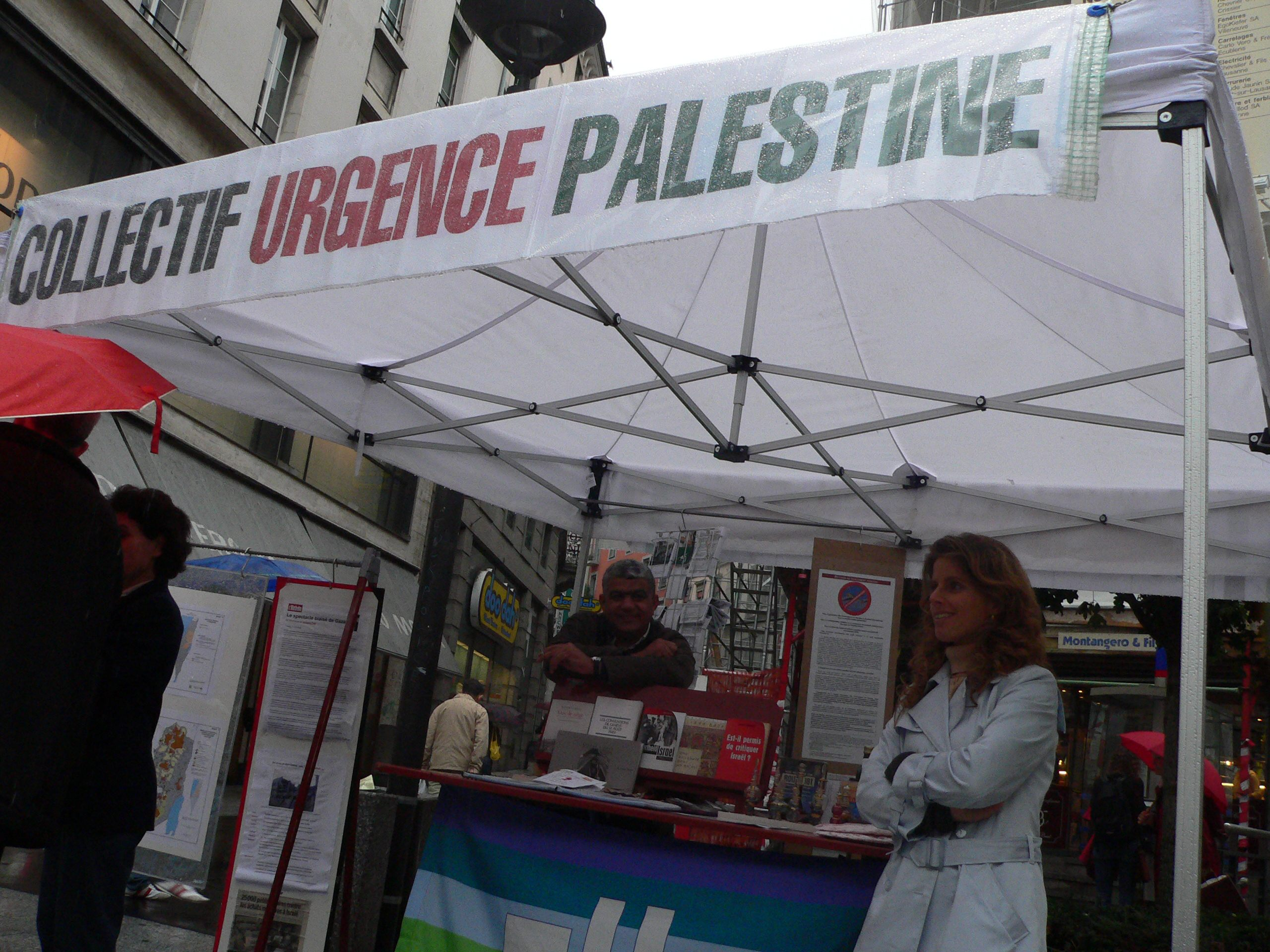
Initiative locale d'aide aux Palestiniens à Lausanne (Suisse).

### Comités de soutien
Selon le site de l'Agence, cet organisme chapeaute plusieurs comités de soutien répartis en Espagne, en Italie ou aux États-Unis afin de toucher un plus grand public dans ces pays et de susciter la collaboration de personnes, de groupes de media, de fondations ou de sociétés et de sensibiliser l'opinion publique pour obtenir le soutien et la mobilisation de plus grandes ressources pour les réfugiés palestiniens.

## Critiques

### Objecteurs
Cette agence est la cible de critiques et d'attaques régulières d'Israël et de ses partisans, comme des élus américains républicains (Ileana Ros-Lehtinen de Floride, ancienne élue à la commission des Affaires étrangères de la Chambre des représentants, John A. Boehner de l'Ohio, ancien président du groupe républicain de la Chambre, Eric Cantor, ancien représentant de Virginie et "whip" républicain de la Chambre des représentants, Mike Pence de l'Indiana, ancien vice-président des États-Unis, Thaddeus McCotter du Michigan, le président du comité politique républicain de la Chambre des représentants…), le conseiller national Erich von Siebenthal (UDC) ou l'ONG pro-israélienne UNWatch.
L'UNRWA est visée, sur les réseaux sociaux, par une « campagne très organisée de dénigrement au profit d'Israël » selon un collectif de chercheurs de l'ONG FakeReporter,.

### Définition différenciée de «réfugié»
La définition adoptée par la Convention de l'Organisation des Nations unies de 1948 pour le HCR (voir ci-contre) concerne toute personne qui :

« […] craignant avec raison d’être persécutée du fait de sa race, de sa religion, de sa nationalité, de son appartenance à un certain groupe social ou de ses opinions politiques, se trouve hors du pays dont elle a la nationalité et qui ne peut ou, du fait de cette crainte, ne veut se réclamer de la protection de ce pays ; ou qui, si elle n’a pas de nationalité et se trouve hors du pays dans lequel elle avait sa résidence habituelle… ne peut ou, en raison de ladite crainte, ne veut y retourner. »

— Don Peretz.
Mais cette agence onusienne définit différemment le réfugié palestinien :

« Un réfugié palestinien est une personne dont le lieu de résidence normal était la Palestine, pendant au moins deux ans avant le conflit de 1948 et qui, en conséquence de ce conflit, a perdu à la fois son foyer et ses moyens d’existence et a trouvé refuge dans l’un des pays où l’UNRWA apporte de l’assistance. Les réfugiés répondant à cette définition et leurs descendants directs ont droit à une aide de l’Agence s’ils sont enregistrés auprès de l’UNRWA, vivent dans la zone d’activités de l’UNRWA, et sont dans le besoin. »

— Don Peretz
Les gouvernements israéliens successifs, et notamment celui de Benyamin Netanyahou, contestent la légitimité de l'agence , bien qu'Israël ait accepté la résolution 191 de l'Assemblée générale des Nations unies de décembre 1948 sur les réfugiés palestiniens. En effet, les Palestiniens sont les seuls qui ont une agence onusienne spécifique pour s'occuper de leurs réfugiés. Le fait de faire une distinction entre réfugiés palestiniens (qui relèvent de cet organisme spécifique) et réfugiés non palestiniens (qui relèvent du HCR) est considérée comme illégitime (alors que cette agence a été créée en décembre 1949, avant le HCR et qu'elle n' a pas fusionné avec le HCR).
Selon le chercheur Jalal al-Husseini, « de nombreux réfugiés palestiniens qui n’avaient pas besoin d’une aide humanitaire se sont néanmoins enregistrés auprès de l’UNRWA dans les années 1950 spécifiquement comme « preuve d’identité » ».
Les personnes ayant obtenu la citoyenneté jordanienne ou bénéficiant de la protection de leur lieu d'accueil restent considérées comme « réfugiées » aux yeux de cette agence, ce qui est dans le principe contraire à la définition de réfugié.
Pour le journaliste et ancien humanitaire français René Backmann, « aux yeux des dirigeants israéliens et de leurs amis américains, l’agence incarne la permanence du problème des réfugiés palestiniens et de leur droit au retour. Droit que les Palestiniens jugent inaliénable et imprescriptible. Et que les Israéliens tiennent pour inacceptable. Parce qu’il implique l'anéantissement de l'état Israël en tant qu'état juif.
Au nombre de 538 000 (sources israéliennes), de 720 000 (estimations de l'ONU) et de 850 000 (sources arabes palestiniennes) en 1949, les réfugiés palestiniens s'élèvent à 3,8 millions environ en 2001 et à près de 6 millions de personnes en 2018, puisque sont aussi comptabilisés leurs descendants,. »

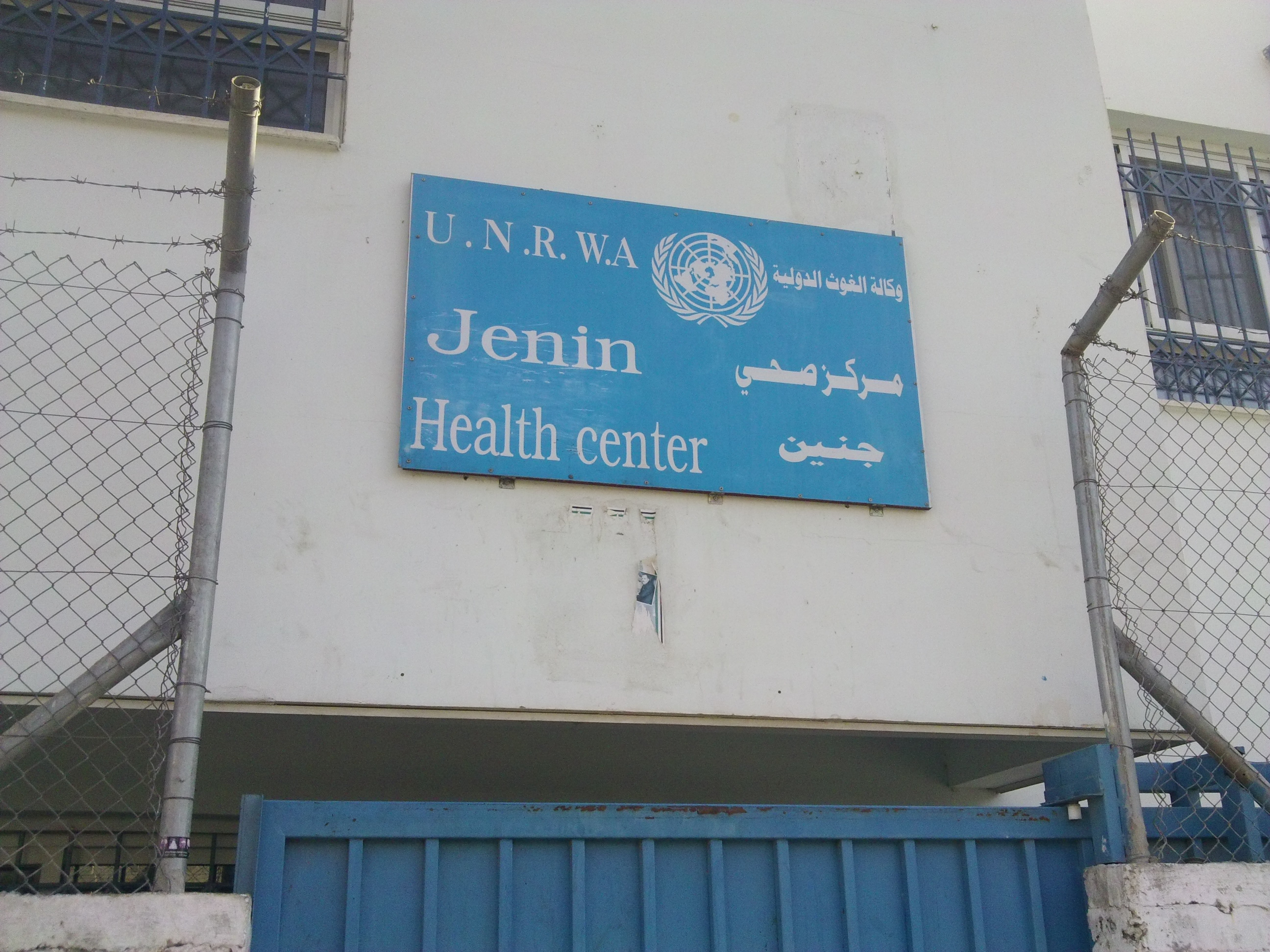
Centre de santé à Jénine.

Ainsi, la porte-parole du département d’État américain, Heather Nauert, et l’ambassadrice américaine auprès de l’ONU, Nikki Haley, déplorent-elles en 2018 la comptabilité erronée du nombre de réfugiés palestiniens décomptés par cette agence et une « expansion sans fin et exponentielle » de ses bénéficiaires qui n'est « pas viable ». En conséquence, il est réclamé de définir un « nombre juste » de ces derniers qui devraient être limités aux Palestiniens de 1949. Husam Zomlot, représentant à Washington de l'Autorité palestinienne, considère qu'il « ne revient pas à l’administration américaine de définir le statut des réfugiés palestiniens ».

### Doutes sur l'utilisation des fonds reçus
Dans la revue Politiques américaines, le chercheur auprès de l’Institut français du Proche-Orient, dont les domaines de réflexion touchent les publics du développement particulièrement palestiniens, Jalal al'Husseini, rappelle que « de nombreuses voix se sont élevées au Congrès des États-Unis pour dénoncer l’instrumentalisation de son assistance humanitaire » auprès de cet organisme, qui s'élevait pourtant à près de 200 millions de dollars en 2008 et près de 300 millions en 2013. Depuis presque sa création, les demandes de l'Office en moyens et en personnels ne semblent pas correspondre aux estimations des statisticiens.
Cette organisation étant la seule autorisée à faire entrer des dollars dans la bande de Gaza est donc suspectée par The Jerusalem Post d'utiliser cet argent liquide pour cautionner et financer l’industrie de contrebande et le terrorisme par le biais de l'organisation islamique du Hamas.
En outre, Jalal Al'Husseini remarque que « l’amélioration ponctuelle des conditions de vie que permet l’acheminement de tonnes de produits de première nécessité (rations, médicaments, tentes, etc.) ne règle en rien le problème des réfugiés. Sur le plan humain, l’assistance tient en effet dans « l’oisiveté complète une foule qui par ailleurs est obligée de vivre dans des conditions anormales »,.
Ainsi, malgré toutes les actions menées par l'UNRWA pour venir en aide à la population palestinienne, l'organisme est accusé par The Jerusalem Post de perpétuer la souffrance et la pauvreté des Palestiniens, sans jamais régler leurs problèmes matériels, ou leur manque d'infrastructures scolaires, médicales et urbaines.

### Accusations d'incitation au terrorisme
UN Watch, ONG catégorisée pro-israélienne,, considère que l'UNRWA est une « menace pour la paix », principalement en raison de ses « incitations à la haine et au terrorisme » et pour ses « liens étroits avec le mouvement islamiste palestinien Hamas dont elle aide au financement et à la propagande »,,. Cela se joue souvent à travers toutes les actions éducatives et culturelles de cet organisme auprès des réfugiés palestiniens dont il a la charge : programmes pédagogiques, éducatifs, télévisuels, radiophoniques, camps de vacances militaires, manifestations artistiques, etc,,,. Ainsi, dénonce-t-elle précisément l'incitation à la haine, à l'antisémitisme et au terrorisme contre Israël ou les Juifs par de nombreux employés et particulièrement des enseignants palestiniens recrutés par cette agence financée par l'ONU, qui néanmoins leur délivre parallèlement un certificat d'éthique,.
L'ancienne ministre française Catherine Colonna, mandaté en 2024 par l'ONU pour diriger un audit sur la neutralité de l'UNRWA, conclut que que celle-ci « dispose de plus de mécanismes pour assurer sa neutralité que ce que possèdent les autres agences onusiennes » et juge l’organisme « irremplaçable et indispensable », pour les millions de personnes auxquelles il vient en aide. 
L’UNRWA a renforcé depuis la première Intifada (1987) ses mesures de neutralité. Elle s’est dotée d’une réforme déontologique concernant l’ensemble de l’ONU, d’un département d’éthique, basé à Amman. Toute expression politique publique est interdite aux employés, y compris la participation à des manifestations.

### Relations avec le Hamas

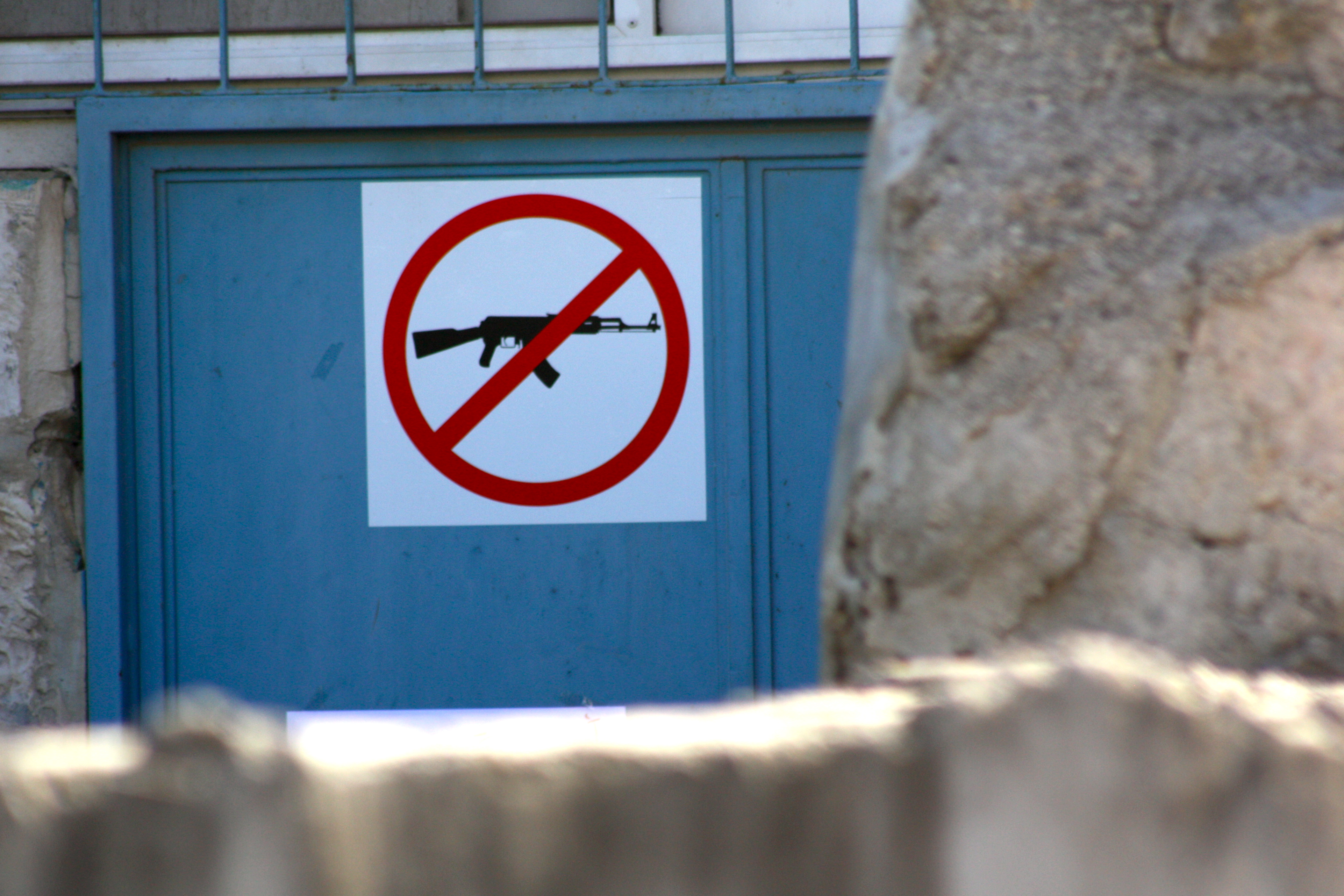
Panneaux d'interdiction du port d'arme à l'entrée d'une école de l'UNRWA située rue HaOfel à Jérusalem-Est.

Cette agence onusienne est accusée par le Jerusalem Post , journal israélien, d'être, dans les faits, contrôlé par le Hamas, ou d'être aux ordres du Hamas, selon un chroniqueur koweïtien. Pour sa part, le Hamas « critique l'implication de l'ONU sur son territoire et s'insurge contre les programmes sur les droits de l'homme dans les écoles de l'UNRWA ». The Times of Israel reproche à cette agence d'être « profondément hostile et agressive envers Israël » et d'être liée au « terrorisme palestinien »,. Ainsi, le CRIF accuse l'agence d'« employer des terroristes ». En 2014, les sympathisants du Hamas ont obtenu la majorité absolue au sein de l’union des travailleurs de l’agence, un syndicat rassemblant 10 000 personnes,,,,.
Des caches d'armes ont été trouvées dans des locaux abandonnés de l'agence comme des cliniques et des écoles durant la Guerre de Gaza de 2014,. L'UNRWA a indiqué avoir découvert une vingtaine de roquettes cachées dans une école vide de la bande de Gaza et a « condamné fermement le ou les groupes qui ont entreposé ces armes dans l'un de ses bâtiments » tout en lançant une enquête sur les circonstances de l’incident,,. Israël a accusé l'agence d'avoir une fois restitué des roquettes Qassam au Hamas - accusations démenties par le porte-parole de l’agence.
Le chercheur Jalal Al-Husseini souligne que « depuis les années 2000, l’UNRWA a renforcé les mesures pour garantir sa neutralité. Composée à 99 % de staff local, elle est immergée dans la société palestinienne, et ses employés, comme tout citoyen dans le monde, ont leurs affinités politiques. L’UNRWA exige que cela n’empiète pas sur le devoir de neutralité. Quand un employé viole ce code de conduite, il est licencié ». La liste du personnel à Gaza est en outre transmise aux autorités israéliennes.
Un audit indépendant conduit en 2024 sous la tutelle de l’ancienne ministre française des affaires étrangères Catherine Colonna conclut que l’Unrwa a mis en place des mesures « solides » pour s’assurer que ses opérations respectent les principes de neutralité humanitaire. Ces mesures comprennent le cadre de neutralité de l’Unrwa de 2017 et des obligations claires pour le personnel de l’agence.

### Programmes scolaires

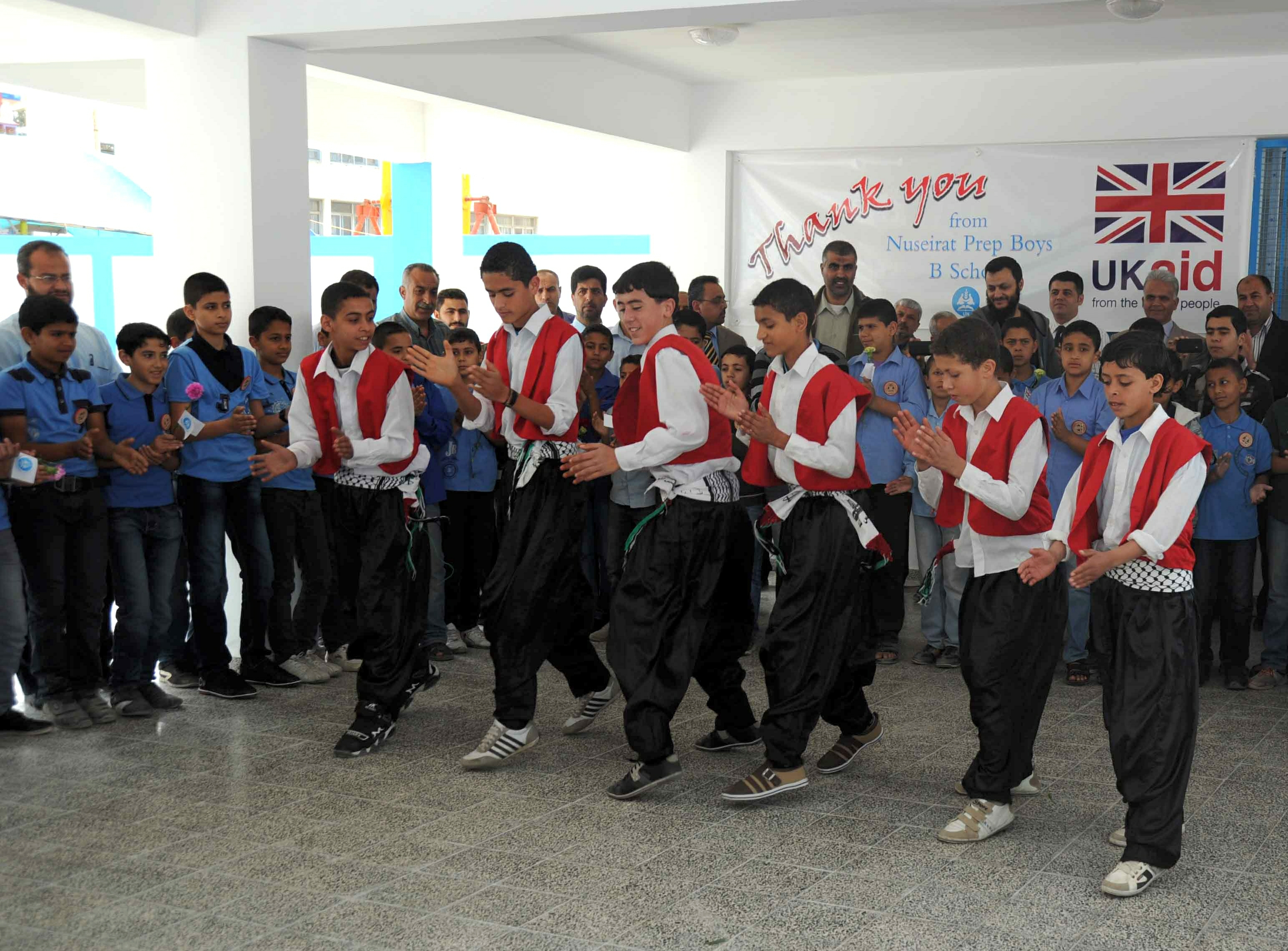
Danse par des écoliers en remerciement pour l'ouverture d'une école Students à Gaza financée par UKaid (Grande-Bretagne) en 2013.

Différents observateurs extérieurs, comme le député suisse Erich von Siebenthal (UDC), ont pointé du doigt les programmes enseignés dans les écoles de l’agence. Selon ce dernier, « 500 000 enfants sont actuellement scolarisés dans les écoles de l'agence », réparties dans la bande de Gaza, en Cisjordanie, en Jordanie, au Liban et en Syrie, dont il faudrait vérifier les supports pédagogiques. Cependant, il précise que de nombreux manuels scolaires de cette agence dépendent des pays hôtes dans lesquels les enfants des réfugiés se trouvent et que leur contenu n'est pas du ressort palestinien.
Dans la bande de Gaza, les programmes scolaires de l'UNRWA visent aussi à faire reculer l'islamisme à travers la promotion de notions liées aux droits de l’homme et aux libertés civiques. Le Hamas, qui dirige le gouvernement régional, a protesté contre cette intrusion idéologique qui « de par sa promotion de la liberté individuelle violait la foi musulmane en encourageant les individus à choisir la religion de leur choix comme on choisirait un plat au restaurant ». Par ailleurs, le chercheur Jalal Al-Husseini observe qu'« une véritable compétition s’est engagée entre les camps de vacances de l’UNRWA, mixtes et portés sur les loisirs, et ceux du Hamas, unisexes et plus centrés sur l’éducation religieuse ».
Le 11 avril 2024, le Parlement européen adopte une décision condamnant « les contenus problématiques et haineux qui encouragent la violence, propagent l’antisémitisme et incitent à la haine dans les manuels scolaires palestiniens rédigés par des fonctionnaires financés par l’Union ainsi que dans le matériel pédagogique supplémentaire élaboré par le personnel de l’UNRWA et utilisé dans ses écoles; réaffirme, dans le contexte des attaques terroristes abjectes commises par le Hamas le 7 octobre 2023, que l’éducation à la haine a des conséquences directes et dramatiques sur la sécurité des israéliens ainsi que sur les perspectives d’un avenir meilleur pour les jeunes Palestiniens ».

### Accusations de défense du droit au retour

Camp de réfugiés palestiniens de Jaramana (Syrie), lors de l'exode de 1967.

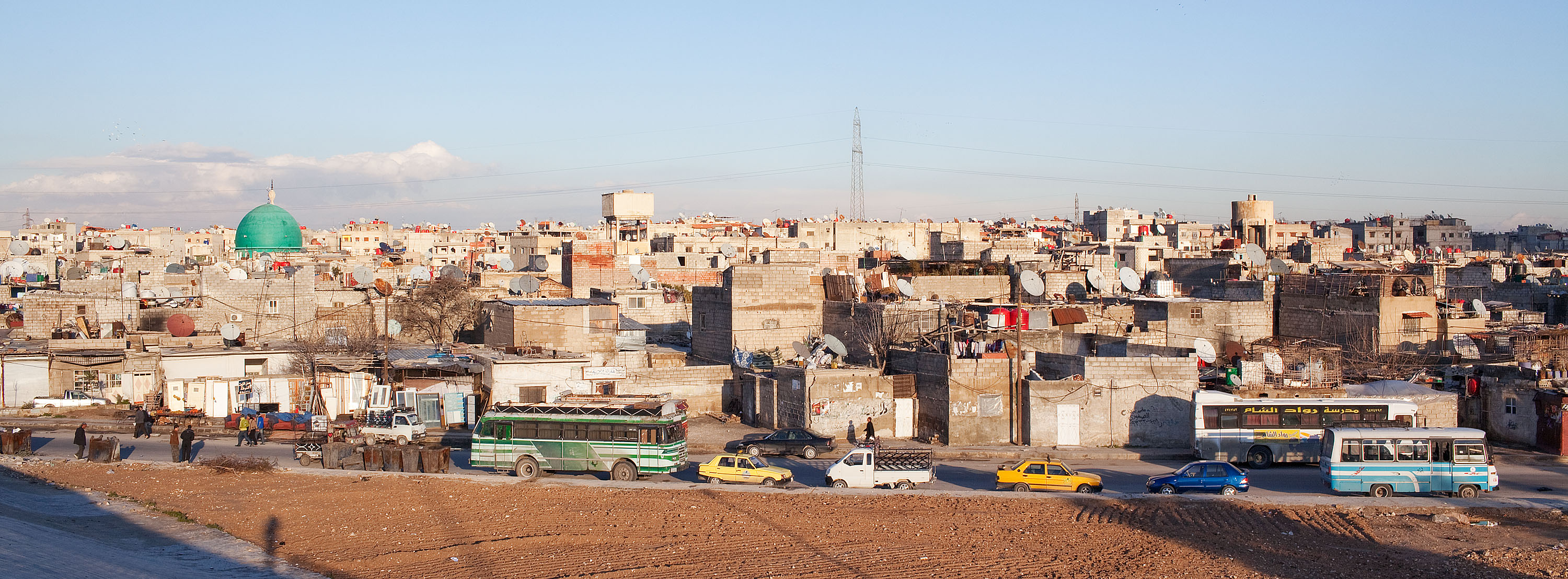
Le même camp de réfugiés palestiniens à Jaramana (Syrie) en 2009.

L'UNRWA est accusée par le quotidien israélien The Jerusalem Post de « perpétuer le statut de réfugiés des Palestiniens et de déployer plutôt ses efforts pour que ces derniers ne soient jamais intégrés dans les pays arabes d'accueil ou les territoires dans lesquels ils vivent »,, et « d'alimenter elle-même le problème des réfugiés afin que ces derniers gardent éternellement ce statut jusqu'à obtenir gain de cause »,,,. Israël refuse d'accueillir les réfugiés palestiniens de 1948 et de 1967, et leurs descendants, aux motifs que le pays a déjà accueilli et intégré de nombreux migrants juifs (1948-2008) dont les rescapés de la Shoah, arrivés après la Seconde guerre mondiale , ainsi que près de 750 000 réfugiés juifs issus des pays musulmans, fuyant les conséquences de la guerre israélo-arabe de 1948, puis encore près d'un million de Juifs russes après la chute du rideau de fer en 1990 et qu'il continue d'intégrer chaque année entre 30 000 et 70 000 juifs de la diaspora, au titre de l'alyah.
La résolution 194 des Nations unies adoptée en 1948 traite de ce sujet :

« 194. (III) Palestine -- Rapport intérimaire du Médiateur des Nations Unies
L'Assemblée Générale.
Ayant examiné de nouveau la situation en Palestine,
[…]
11. Décide qu'il y'a lieu de permettre aux réfugiés qui le désirent, de rentrer dans leurs foyers le plus tôt possible et de vivre en paix avec leurs voisins, et que des indemnités doivent être payées à titre de compensation pour les biens de ceux qui décident de ne pas rentrer dans leurs foyers et pour tout bien perdu ou endommagé lorsque, en vertu des principes du droit international ou en équité, cette perte ou ce dommage doit être réparé par les Gouvernements ou autorités responsables ;
Donne pour instructions à la Commission de conciliation de faciliter le rapatriement, la réinstallation, et le relèvement économique et social des réfugiés, ainsi que le payement des indemnités, et de se tenir en liaison étroite avec le Directeur de l'Aide des Nations Unies aux réfugiés de Palestine, et, par l'intermédiaire de celui-ci, avec les organes et institutions appropriées de l'Organisation des Nations Unies ; »

C'est aussi le cas de la Résolution 3236 de l’Assemblée générale des Nations unies adoptée le 22 novembre 1974 qui réaffirme le « droit inaliénable des Palestiniens de retourner dans leurs foyers et vers leurs biens, d’où ils ont été déplacés et déracinés, et demande leur retour ».
Les réfugiés palestiniens se sont vu refuser cette intégration dans tous les pays arabes où ils se sont installés, sauf le cas particulier de la Jordanie, qui avait annexé la Cisjordanie après la guerre de 1948-1949.

Ce refus d'intégration n'est pas récent : Ralph Garroway, ancien Directeur de l'agence, le déclarait déjà en août 1958 : 
« Les États arabes ne veulent pas résoudre le problème des réfugiés. Ils veulent le conserver comme une plaie ouverte, comme un affront à l'Organisation des Nations Unies et comme une arme contre Israël. Les dirigeants arabes se désintéressent complètement de savoir si les réfugiés vivent ou meurent ». 
Ainsi, James G. Lindsay, ancien conseiller juridique de cette agence et chercheur associé de l'Institut de Washington pour la politique au Proche-Orient, a publié en 2009 un rapport pour WINEP (Washington Institute for Near East Policy) dans lequel il critique lui-même l'agence et ses méthodes. L'une de ses critiques adressées à cette organisme est le refus de cette organisation d'intégrer les réfugiés là où ils vivent et de les pousser à vouloir pratiquer le « droit de retour », qui signifierait la fin d'Israël (« acte suicidaire », selon les Israéliens) en raison des actions possibles de terroristes arabes, de l'exigence d'autodétermination et de la démographie arabe,,.
Les opposants au droit au retour des réfugiés Palestiniens rappellent que les conventions de Genève de 1949 ne traitent pas de droit au retour et que lors des accords d'armistice conclus entre Israël et l’Égypte, entre la Syrie et Israël ou entre Israël et la Jordanie, aucun n’a octroyé aux réfugiés un droit au retour en Israël. De plus, selon le diplomate Stig Jagerskiold, le droit au retour ou le droit d’entrer dans son pays mentionné dans le Pacte international relatif aux droits civils et politiques de 1966 « s’applique à des individus qui revendiquent un droit individuel. Il n’était pas question de répondre aux demandes d’une multitude de personnes ayant été déplacées en conséquence d’une guerre ou de transferts politiques de territoires ou de populations »,.
Au sujet de l'UNRWA, Jared Kushner, conseiller et gendre de Donald Trump, dénonce « une agence qui perpétue le statu quo, qui est corrompue, inefficace et qui n’aide pas à la paix ».

### Affaire Pierre Krähenbühl
Pierre Krähenbühl, citoyen suisse né en 1966, directeur des opérations du CICR de 2002 à 2013, est nommé en 2013 à la tête de l'agence par le secrétaire général de l'ONU, tout comme son adjointe, l'Américaine Margot Ellis. Il prend ses fonctions en 2014. En août 2019, il est accusé de mauvaise gestion, de relations inadéquates, de « népotisme, représailles et discriminations ». La Suisse et les Pays-Bas suspendent leur contribution additionnelle dans l’attente d’éclaircissements. Sous la pression, il démissionne en novembre 2019,, et est remplacé par intérim par Christian Saunders.
En décembre 2020, le rapport de 129 pages de l'enquête interne lave Pierre Krähenbühl de toutes les accusations importantes. Ce rapport n'est pas publié par l'ONU ni par le gouvernement suisse mais est révélé par la Radio télévision suisse. Selon l'équipe de l'émission télévisée suisse Temps présent, qui a pu se procurer le rapport, celui-ci ne contient « que peu de choses concrètes à reprocher à Pierre Krähenbühl ». En 2021, ce dernier est nommé envoyé spécial du président du CICR en Chine.

## Campagnes
« Confrontée à des crises budgétaires récurrentes, l’UNRWA en est venue à adopter des tactiques alarmistes pour convaincre les pays donateurs — en particulier en Occident — de continuer à apporter leur contribution », comme la crainte que les réfugiés palestiniens deviennent des terroristes s'ils ne sont pas plus aidés financièrement - ce qui irait justifier le positionnement d'Israël à leur égard.
En mars 2024, au sixième de guerre entre Israël et le Hamas, un collectif de chercheurs de l'ONG FakeReporter dévoile une campagne très organisée de désinformation par Israël visant l'agence de l'ONU. De faux organes de presse et de faux comptes sur les réseaux sociaux ont ainsi abondamment diffusé des articles qui traitaient notamment de l'implication présumée d'employées de l'agence des Nations unies dans les attaques du 7 octobre. Le but était d'influencer des sénateurs et des députés afro-américains démocrates, sensibles à la cause palestinienne.